# Donat Caron
Donat Caron, né le 21 juillet 1852 à Saint-Pascal et mort le 9 septembre 1918 à Saint-Octave-de-Métis, est un homme politique québécois.